# دساس متوسطي
الدساس المتوسطي (باللاتينية: E. jaculus) نوع من الثعابين يندرج تحت جنس الدساس من فصيلة البوائيات (باللاتينية: Boidae) التي تلد ولا تبيض. غير سامة، تندس تحت التراب، وهي ليلية المعيشة تعيش بشكل دائم تحت التراب وكذلك تحت الصخور في المناطق الرملية. ويغطي جسمها قشور صغيرة ناعمة جداً مما يجعل منظرها لامعاً ويساعدها على الاندساس تحت التراب بشكل انسيابي. تتميز عيونها بأنها في أعلى الرأس وفتحات أنفها كذلك، لتستطيع إخراج فقط العيون والأنف لتترقب فرائسها، ومتى ما رأت أياً من فرائسها انقضت عليه وعصرته، وهي بطبيعتها تعصر فرائسها حتى الموت ثم تبتلعها بادئةً من الرأس.
يوجد عند الدساس زائدتان حول فتحة المجمع على شكل شوكتين صغيرتين جلديتان بطول 6مم، وهذه الزوائد توجد فقط عند الحيات من رتبة البُوَادي (Boidae) التي ينتمي إليها الدساس.
طوله حوالي 96 سم ينتشر في شرق أوروبا والمشرق العربي (بما في ذلك شمال غرب السعودية وشمال مصر) والمغرب العربي. أحمر الظهر أو أغبره والبطن أبيض أصيفر يأكل السحالي والفئران ويعصرها بعضلاته كما يفعل الحفاث.